# Ван Алтен, Герт
Герт ван Алтен (нидерл. Geert van Aalten) — нидерландский шашист. Гроссмейстер Голландии, четырёхкратный призёр чемпионата Нидерландов по шашкам (1985, 1988, 1989, 1990), международный гроссмейстер. Чемпион мира по международным шашкам среди юниоров (1975).
Участник чемпионата мира 1988 (13 место) и 1990 (10 место).
FMJD-Id: 10046